# Igor Hinić

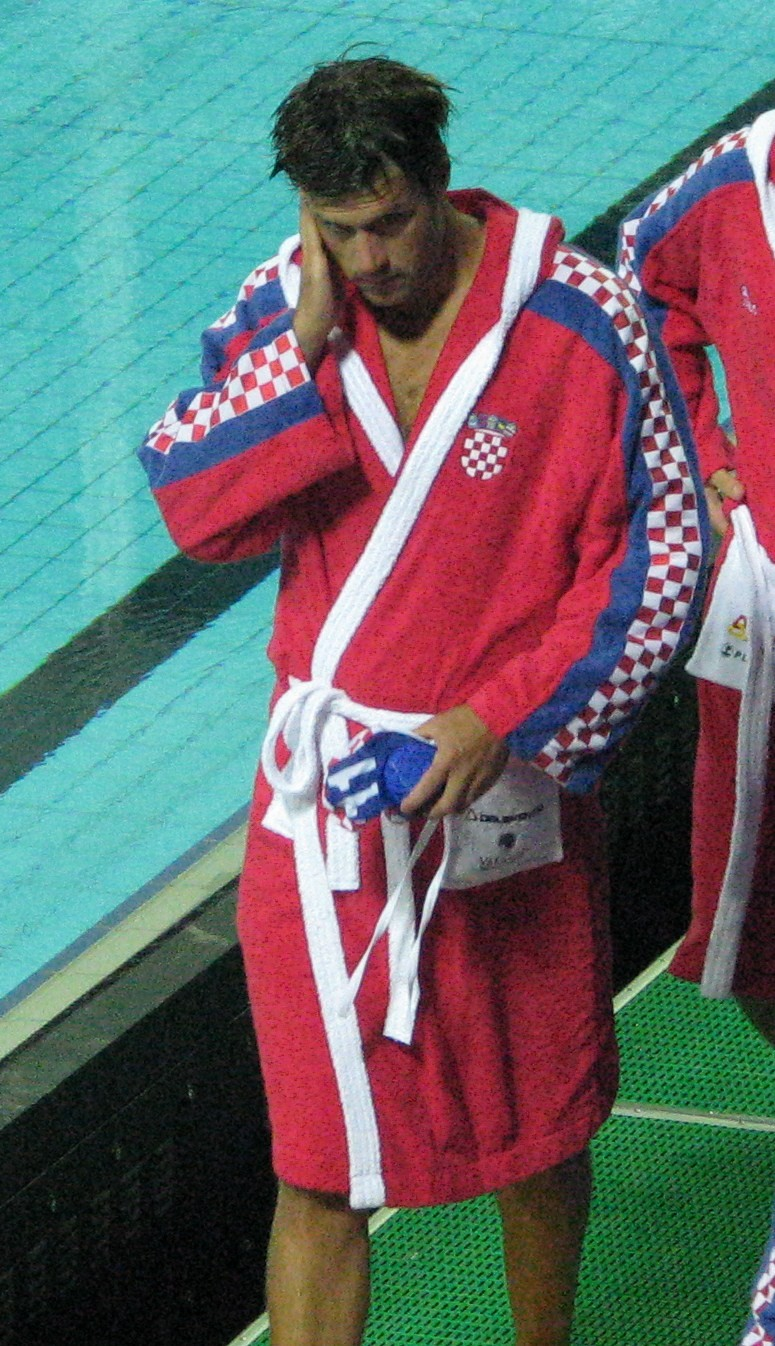
Igor Hinić (2010)

Igor Hinić (* 4. Dezember 1975 in Rijeka) ist ein ehemaliger kroatischer Wasserballspieler. Er gewann mit der kroatischen Nationalmannschaft je eine olympische Gold- und Silbermedaille. Er war einmal Weltmeister und einmal Weltmeisterschaftsdritter. Bei Europameisterschaften gewann er einmal Gold und zweimal Silber.

## Karriere
Igor Hinić begann seine Karriere bei VK Primorje Rijeka, wo er bis 2000 blieb. Von 2000 bis 2008 spielte er als Profi in Italien in Rom und Brescia mit einer kurzen Unterbrechung bei VK Jadran Split. 2008 wechselte er zu HAVK Mladost Zagreb. Seine Karriere beendete er bei Enko Istanbul.
Der 2,02 Meter große Centerspieler gehörte zum kroatischen Team bei den Olympischen Spielen 1996 in Atlanta. Dort erreichten die Kroaten in ihrer Vorrundengruppe den dritten Platz. Im Viertelfinale trafen die Kroaten auf die jugoslawische Mannschaft, eigentlich die Mannschaft von Serbien und Montenegro. Nach ihrem 8:6-Sieg bezwangen die Kroaten im Halbfinale die Italiener mit 7:6. Im Finale gewannen dann die Spanier mit 7:5. Hinić erzielte seine drei Turniertore in der Vorrunde. Im Jahr darauf bei den Mittelmeerspielen 1997 in Bari siegte das Team aus Rest-Jugoslawien vor den Kroaten und den Spaniern. 1998 belegte die kroatische Mannschaft 1998 den neunten Platz bei der Weltmeisterschaft in Perth. 1999 bei der Europameisterschaft in Florenz erreichten die Kroaten in der Vorrunde den zweiten Platz hinter den Ungarn. Nach Siegen über Jugoslawien im Viertelfinale und über Griechenland im Halbfinale trafen die Kroaten im Finale wieder auf die Ungarn. Die Ungarn gewannen mit 15:12. Bei den Olympischen Spielen 2000 in Sydney trafen die beiden Finalgegner von 1996 bereits im Viertelfinale aufeinander und die Spanier siegten mit 9:8. In der Platzierungsrunde belegten die Kroaten den siebten Platz. Igor Hinić warf zehn Tore, davon eins im Viertelfinale.
Bei der Europameisterschaft 2001 in Budapest besiegten die Kroaten im Viertelfinale die Spanier und unterlagen im Halbfinale den Jugoslawen. Das Spiel um den dritten Platz verloren die Kroaten mit 9:12 gegen die Ungarn. Einen Monat später bei der Weltmeisterschaft in Fukuoka wurden die Kroaten Achte, wobei Hinić im Spiel um den siebten Platz zweimal traf. Bei der Europameisterschaft 2003 in Slowenien erreichten die Kroaten mit einem 10:9 im Halbfinale über die Ungarn das Finale und erhielten nach einer Niederlage gegen Serbien-Montenegro die Silbermedaille. Bei der unmittelbar darauf stattfindenden Weltmeisterschaft in Barcelona wurden die Kroaten Neunte. 2004 bei den Olympischen Spielen in Athen belegte die kroatische Mannschaft den zehnten Platz. Igor Hinić erzielte nur ein Tor.
2005 erreichte die kroatische Mannschaft das Halbfinale bei der Weltmeisterschaft in Montreal. Nach Niederlagen gegen Serbien und Montenegro im Halbfinale und Griechenland im Spiel um den dritten Platz blieb der vierte Platz. Zwei Jahre später bei der Weltmeisterschaft 2007 in Melbourne bezwangen die Kroaten im Halbfinale die serbische Mannschaft und besiegten im Finale die Ungarn nach Verlängerung. 2008 nahm Hinić zum vierten Mal an Olympischen Spielen teil. Beim olympischen Turnier in Peking unterlagen die Kroaten im Viertelfinale der Mannschaft aus Montenegro und belegten in den Platzierungsspielen den sechsten Rang. Igor Hinić erzielte im Turnierverlauf sieben Tore.
2009 bei der Weltmeisterschaft in Rom unterlagen die Kroaten im Halbfinale den Serben, im Spiel um den dritten Platz besiegten sie die Mannschaft aus den Vereinigten Staaten mit 8:6, wobei Hinić in diesem Spiel ein Tor beisteuerte. Im Jahr darauf war Kroatien Gastgeber der Europameisterschaft 2010. Die kroatische Mannschaft bezwang im Halbfinale die spanische Mannschaft mit 10:9, im Finale siegte sie mit 7:3 gegen die Italiener. 2012 gewannen die Kroaten alle fünf Spiele ihrer Vorrundengruppe bei den Olympischen Spielen in London. Nach einem 8:2 im Viertelfinale gegen das US-Team und einem 7:5 gegen Montenegro im Halbfinale trafen die Kroaten im Finale auf die italienische Mannschaft und gewannen mit 8:6. Igor Hinić erzielte im Turnierverlauf zwei Tore. Danach beendete er nach 417 Länderspielen seine Karriere in der Nationalmannschaft.